# Air Bagan
Air Bagan Limited, que operó como Air Bagan, fue una aerolínea con sede en el Barrio de Bahan, Rangún, Birmania. Operaba vuelos regulares domésticos a quince pueblos y ciudades, así como a Tailandia. Su base de operaciones principal era el Aeropuerto Internacional de Rangún y el Aeropuerto Internacional de Mandalay.Cesó sus operaciones en agosto de 2018.

## Historia
La aerolínea fue fundada en junio de 2004 y comenzó a operar el 15 de noviembre de 2004. Era propiedad de Htoo Trading Co. Ltd y tuvo 250 empleados (en marzo de 2007). Su primer servicio internacional fue un vuelo desde Rangún a Bangkok el 15 de mayo de 2007, y su segundo vuelo internacional fue a Singapur el 7 de septiembre de 2007, sin embargo suspendió sus vuelos a Singapur tras las sanciones impuestas por los Estados Unidos a la compañía tras las protestas de 2007.
En junio de 2006, recibió permiso para volar a China y Bangkok, Tailandia. En octubre de 2006, la compañía anunció que comenzaría a operar vuelos a Siem Reap, Camboya. Air Bagan ha añadido dos A310-200 para comenzar sus vuelos internacionales a Bangkok, Singapur, Osaka, Seúl, Chennai y Kunming en 2007.
En agosto de 2018 la compañía cesó sus operaciones.

## Antiguos destinos
Air Bagan operó vuelos regulares a los siguientes destinos:
| Países    | Destinos   | Aeropuertos                            | Notas          |
| --------- | ---------- | -------------------------------------- | -------------- |
| Birmania  | Bagan      | Aeropuerto Nyaung U                    |                |
| Birmania  | Dawei      | Aeropuerto de Dawei                    |                |
| Birmania  | Heho       | Aeropuerto de Heho                     |                |
| Birmania  | Kalaymyo   | Aeropuerto de Kalaymyo                 |                |
| Birmania  | Kawthaung  | Aeropuerto de Kawthaung                |                |
| Birmania  | Kengtung   | Aeropuerto de Kengtung                 |                |
| Birmania  | Lashio     | Aeropuerto de Lashio                   |                |
| Birmania  | Mandalay   | Aeropuerto Internacional de Mandalay   | HUB secundario |
| Birmania  | Myitkyina  | Aeropuerto de Myitkyina                |                |
| Birmania  | Naipyidó   | Aeropuerto Internacional de Naipyidó   |                |
| Birmania  | Pathein    | Aeropuerto de Pathein                  |                |
| Birmania  | Putao      | Aeropuerto de Putao                    |                |
| Birmania  | Rangún     | Aeropuerto Internacional de Rangún     | HUB principal  |
| Birmania  | Sittwe     | Aeropuerto de Sittwe                   |                |
| Birmania  | Tachilek   | Aeropuerto de Tachilek                 |                |
| Birmania  | Thandwe    | Aeropuerto de Thandwe                  |                |
| Tailandia | Bangkok    | Aeropuerto Internacional Suvarnabhumi  |                |
| Tailandia | Chiang Mai | Aeropuerto Internacional de Chiang Mai |                |

## Flota histórica
La flota de Air Bagan estaba compuesta por las siguientes aeronaves:
| Aeronaves   | Total | Introducido | Retirado | Matrículas                      |
| ----------- | ----- | ----------- | -------- | ------------------------------- |
| Airbus A310 | 2     | 2006        | c. 2012  | XY-AGE y XY-AGD                 |
| ATR 42      | 3     | 2004        | 2017     | XY-AIB, XY-AIC y XY-AID         |
| ATR 72      | 4     | 2005        | c. 2018  | XY-AIA, XY-AIE, XY-AIH y XY-AIK |
| Fokker 100  | 3     | 2004        | 2012     | TC-IED, XY-AGC y XY-AGF         |

## Accidentes
- El 19 de febrero de 2008 el ATR72-200 de matrícula XY-AIE sufrió un fallo de motor durante el despegue en Putao, en el norte de Birmania, en su vuelo al Aeropuerto de Myitkina, pero tras abortar el despegue se salió de pista y chocó contra una bancada, rompiendo el fuselaje en dos justo por delante de las alas. El copiloto y los pasajeros resultaron ilesos.[9]
- El Martes 25 de diciembre de 2012, dos personas murieron y 11 resultaron heridas en Birmania cuando un avión en el que viajaban 63 pasajeros, incluyendo turistas extranjeros, se estrelló en el estado de Shan (este), indicó la aerolínea Air Bagan. Un niño de once años murió cuando el avión, un viejo Fokker-100, intentó aterrizar en un campo a tres kilómetros del aeropuerto de Heho, punto de acceso al destino turístico del Lago Inle. En la operación se le partió la cola y empezó a arder. El segundo muerto fue un ciclista golpeado por el avión.